# 江陵市

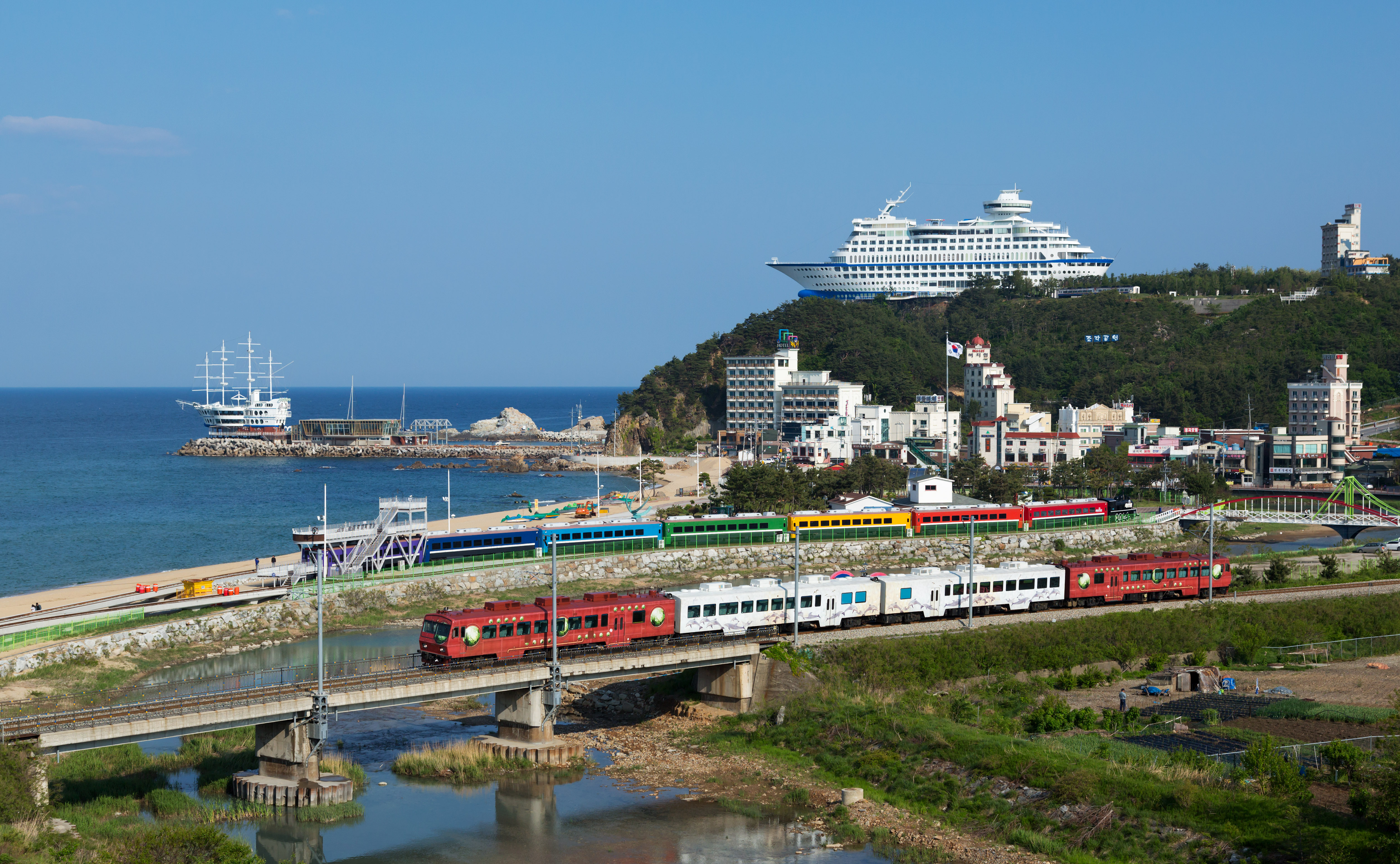
江陵市太陽郵輪旅館

江陵市（：／ Gangneung si */?）是大韩民国江原特别自治道的一个市，东面面临日本海，西临平昌郡，南临东海市，北临襄阳郡。江原特别自治道的「江」字即取自本市。该市曾举办2018年冬季奥林匹克运动会（主办地位于平昌郡）和2024年冬季青年奥林匹克运动会（与平昌郡共同举行）。

## 行政区域
- 注文津邑（주문진읍）
- 城山面（성산면）
- 旺山面（왕산면）
- 邱井面（구정면）
- 江東面（강동면）
- 玉溪面（옥계면）
- 沙川面（사천면）
- 連谷面（연곡면）
- 弘濟洞（홍제동）
- 中央洞（중앙동）
- 玉泉洞（옥천동）
- 校1洞（교1동）
- 校2洞（교2동）
- 浦南1洞（포남1동）
- 浦南2洞（포남2동）
- 草堂洞（초당동）
- 松亭洞（송정동）
- 內谷洞（내곡동）
- 江南洞（강남동）
- 城德洞（성덕동）
- 鏡浦洞（경포동）

## 气候
年平均气温14.0℃，年平均降水量1,342.7公厘。

## 姐妹城市
- 日本埼玉縣秩父市（1983年2月16日）
- 中华人民共和国浙江省嘉興市（1999年5月11日）
- 美国田納西州查塔努加（2003年10月30日）
- 首爾特別市江西區（2004年2月26日）
- 大邱廣域市西區（2004年5月25日）
- 京畿道富川市（2004年7月6日）
- 中华人民共和国湖北省荊州市（2004年10月19日）
- 大邱廣域市北區（2004年10月29日）
- 首爾特別市瑞草區（2006年3月23日）
- 慶尚北道安東市（2009年3月10日）
- 中华人民共和国云南省芒市（2012年1月10日）[1]

## 旅遊

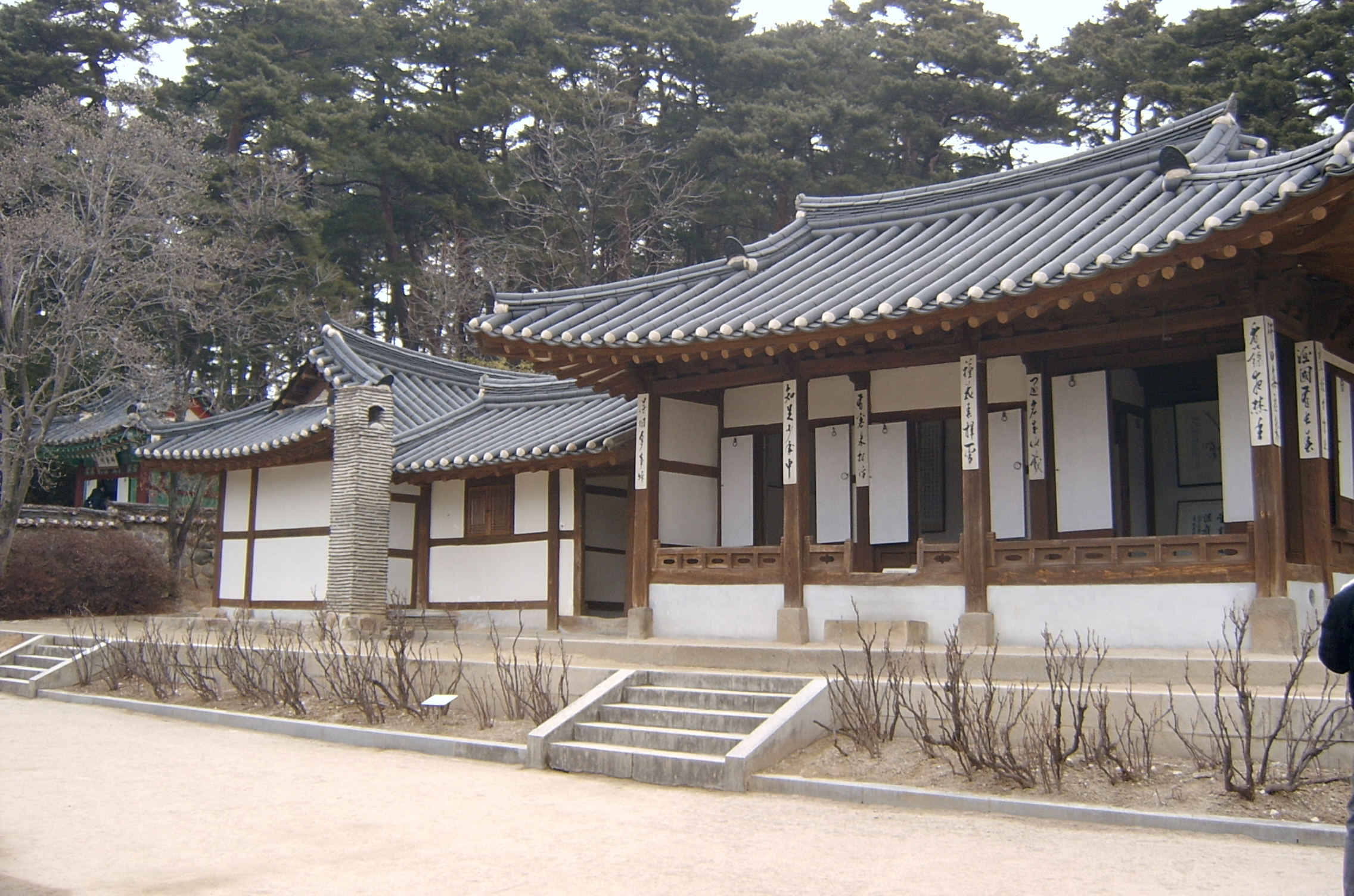
韩国大儒李珥的出身地江陵乌竹轩

- 鏡浦臺
- 正東津驛
- 鏡浦臺海水浴场
- 乌竹轩（朝鲜语：오죽헌）

## 奥运场馆
在2018年冬季奥林匹克运动会中，江陵市共有5个奥运场馆，除最后一个位于天主教关东大学外，均位于江陵奥林匹克公园：
- 江陵冰球中心 – 男子冰球
- 江陵室内滑冰场 – 冰壶
- 江陵竞速滑冰馆 – 速度滑冰
- 江陵冰上运动场 – 短道速滑和花样滑冰
- 关东冰球中心 – 女子冰球

## 文化遺產
- 江陵端午祭